# منتخب جمهورية أيرلندا تحت 17 سنة لكرة القدم
منتخب جمهورية أيرلندا تحت 17 سنة لكرة القدم (بالإنجليزية: Republic of Ireland national under-17 football team) هو ممثل جمهورية أيرلندا الرسمي في المنافسات الدولية في كرة القدم في فئة كرة قدم تحت 17 سنة للرجال، يديريه اتحاد أيرلندا لكرة القدم.